# Wulff (Familienname)
Wulff ist ein deutscher Familienname. Zu Herkunft und Bedeutung siehe Wolf.

## Namensträger

### A
- Albert Wulff (Politiker) († 1698), deutscher Kaufmann und Politiker
- Albert Wulff (Jurist) (1866–1941), deutscher Jurist
- Alexander Wulff (1863–1939), deutscher Reichsbahnbeamter
- Arne Wulff (* 1958), deutscher Politiker (CDU), Staatssekretär in Schleswig-Holstein
- Arnold Wulff (1897–1971), deutscher Politiker (SPD), MdL Nordrhein-Westfalen
- Axel Wulff (1883–?), deutscher Gutspächter und Politiker (NSDAP)

### B
- Barbara Wulff (* 1952), deutsche Politikerin (SPD), MdBB
- Bernhard Wulff (* 1948), deutscher Komponist und Musiker
- Bettina Wulff (* 1973), deutsche PR-Beraterin, Ehefrau von Christian Wulff
- Billy Wulff (* 1971), deutsche Radiomoderatorin bei MDR Sachsen-Anhalt
- Burchard Wulff (um 1620–1701), deutscher Maler

### C
- Carl August Wulff (1808–1897), deutscher Kaufmann
- Caspar Wulff (1827–1912), deutscher Landwirt und Politiker
- Christian Wulff (* 1959), deutscher Politiker (CDU), Bundespräsident 2010 bis 2012

### D
- David Wulff (* 1985), deutscher Unternehmer und Politiker (FDP)
- David M. Wulff, US-amerikanischer Religionspsychologe
- Debora Weber-Wulff (* 1957), amerikanische Informatikerin
- Dieter Wulff (1929–2010), deutscher Kunstmaler

### E
- Erich Wulff (1926–2010), deutscher Psychiater
- Ernst Wulff (1887–1950), Todesopfer des DDR-Grenzregimes vor dem Bau der Berliner Mauer
- Erwin Neutzsky-Wulff (* 1949), dänischer Autor

### F
- Franz Christian Wulff (1873–1947), deutscher Rechtsanwalt, MdHB
- Fredrik Wulff (1845–1930), schwedischer Romanist und Germanist
- Frida Wulff (Frida Sander; 1876–1952), deutsche Politikerin (USPD, SPD)
- Friedhelm Wulff (1942–2016), deutscher Badmintonspieler
- Friedrich Wilhelm Wulff (Schriftsteller) (1837–1898), deutscher Dichter und Librettist
- Friedrich Wilhelm Wulff (Maler) (1808–1882), deutscher Maler und Lithograf

### G
- Gabriele Wulff (* 1957), deutsche Pianistin und Klavierpädagogin
- George V. Wulff (1863–1925), russischer Kristallograph
- Gustav Wulff (Sänger), deutscher Sänger (Tenor)
- Gustav Wulff (Architekt), deutscher Architekt
- Gustav Wulff-Õis (1865–1946), estnischer Dichter und Schriftsteller

### H
- Hajo Wulff (* 1972), deutscher Handballspieler und -trainer
- Hans Wulff (Leichtathlet) (1934–2017), deutscher Leichtathlet
- Hans Jürgen Wulff (* 1951), deutscher Medienwissenschaftler
- Heinrich Wulff (Politiker, 1873) (1873–1947), deutscher Politiker (SPD), MdL Mecklenburg-Schwerin
- Heinrich Wulff (Politiker, 1896) (1896–1966), deutscher Politiker (SPD), MdL Niedersachsen
- Heinrich Wilhelm Wulff (1870–1958), deutscher Maler
- Heinz Diedrich Wulff (1910–1983), deutscher Botaniker
- Hermann Wulff (um 1535–1597), deutscher Baumeister
- Hilde Wulff (1898–1972), deutsche Sonderpädagogin und Heimgründerin
- Hildegardis Wulff (1896–1961), deutsche Ordensgründerin
- Hilmar Wulff (1908–1984), dänischer Schriftsteller
- Hinrich Wulff (1898–1978), deutscher Pädagoge und Hochschullehrer
- Horst Wulff (1907–1945), deutscher Parteifunktionär (NSDAP) und Gebietskommissar

### I
- Irma Wulff (* 1928), deutsche Hausfrau und Politikerin (SPD), MdHB

### J
- Jan-Markus Wulff (* 1976), deutscher Musiker, Komponist und Creative Director
- Jannes Wulff (* 1999), deutscher Fußballspieler
- Joakim Wulff (* 1979), schwedischer Fußballspieler
- Johannes Wulff-Woesten (* 1966), deutscher Pianist, Komponist und Dirigent
- Jörn Marcussen-Wulff (* 1981), deutscher Komponist, Arrangeur, Posaunist und Dirigent und Hochschuldozent
- Joseph Wulff († 1833), deutscher Jurist und Bürgermeister
- Julius Wulff (1822–1904), deutscher Revolutionär

### K
- Kai Wulff (* 1949), deutsch-amerikanischer Schauspieler und Synchronsprecher
- Katharina Wulff-Bräutigam (* 1965), deutsche Filmemacherin
- Katja Wulff (1890–1992), deutsch-schweizerische Ausdruckstänzerin und Choreografin
- Konstantin Wulff (* 1980), deutscher Beachvolleyballspieler

### L
- Lisa Wulff (* 1990), deutsche Jazzmusikerin
- Lisbeth Wulff (* 1972), dänische Schauspielerin
- Luis Wulff (* 2004), deutscher Basketballspieler
- Luise Wulff (1935–1993), deutsche Grafikerin und Illustratorin

### M
- Manfred Wulff (* 1933), deutscher Wirtschaftswissenschaftler und Hochschullehrer
- Margarete Wulff (* 1937), deutsche Badmintonspielerin
- Margarethe Wulff (1792–1874), deutsche Kinder- und Jugendbuchschriftstellerin
- Max Wulff (1871–1947), deutscher Maler, Grafiker und Illustrator
- Mikaela Wulff (* 1990), finnische Seglerin
- Mosche Wulff (1878–1971), sowjetisch-israelischer Arzt und Psychoanalytiker
- Moses Benjamin Wulff (1661–1729), deutsch-jüdischer Hoffaktor

### N
- Nicolaus Wulff († 1563/1564), deutscher Jurist, Ratssekretär in Lübeck
- Noah Wulff (* 2005), dänischer Radsportler

### O
- Olaf Richard Wulff (1877–1955), österreichisch-ungarischer Marineoffizier
- Oskar Wulff (1864–1946), deutscher Kunsthistoriker
- Otto Wulff (Politiker, 1891) (1891–??), deutscher Politiker (CDU), Mitglied des Ernannten Landtags von Schleswig-Holstein
- Otto Wulff (Politiker, 1933) (* 1933), deutscher Politiker (CDU), MdB

### R
- Rainer Wulff (1943–2022), deutscher Journalist
- Randall Wulff (* 1954), kanadischer Singer-Songwriter
- Ronald Wulff (* 1945), deutscher Sportfunktionär und Unternehmer
- Rudolf Wulff (1786–1856), deutscher Kolon und Abgeordneter
- Sebastian Wulff (* 1981/82), deutscher American-Football-Spieler

### T
- Thomas Wulff (Autor) (* 1953), finnlandschwedischer Schriftsteller
- Thomas Wulff (* 1963), deutscher Rechtsextremist
- Thorild Wulff (1877–1917), schwedischer Botaniker und Polarforscher
- Tim Wulff (* 1987), deutscher Fußballspieler

### V
- Vera Wulff (* 1920), deutsche Widerstandskämpferin gegen den Nationalsozialismus
- Volker Wulff (* 1957), deutscher Landwirt, Agrarwissenschaftler und Unternehmer

### W
- Wilhelm Wulff (Politiker) (1815–1892), deutscher Politiker
- Wilhelm Wulff (Künstler) (1891–1980), deutscher Bildhauer und Maler
- Wilhelm Wulff (Astrologe) (1893–1984), deutscher Astrologe
- Wilhelm Friedrich Wulff (1808–1882), deutscher Maler, Grafiker, Radierer und Lithograf